# Питање језика или дијалекта
Питање језика или дијалекта је најзначајнији социолингвистички проблем у политичком контексту.
Такозвана Аусбау-парадигма користи се као методолошки лингвистички алат за одговор на питање. 
У контексту такозваног српскохрватског дијалекатног континуума лингвисти траже одговоре на питања:
1. Постоји ли један узус и који је тачан назив на овом језику?
2. Српски и хрватски су засебни језици или два имена на истом узусу?
3. У дијалекатном континууму штокавице постоје ли још неке узусе, колико и шта су?